# Oihana Fernández de Barrena
Oihana Fernández de Barrena Cardoso (Heredia) es una aizkolari y ganadera alavesa.

## Biografía
Vive en Heredia (Álava), aunque mantiene estrechos lazos con su familia materna de Cabo Verde. Trabaja en todas las tareas del caserío familiar y se dedica al deporte rural vasco, especialmente al corte de troncos con hacha, aunque también practica otros deportes, como el levantamiento de piedra. En Álava es la única mujer aizkolari y es por ello que se encuentra federada en Guipúzcoa.Estudia Turismo.

### Trayectoria deportiva
Ha participado en diversas competiciones de corte de troncos con hacha, entre las cuales el Campeonato de Euskadi femenino de Aizkolaris, que se celebró en Elgoibar y en el que llegó a la final.
También tomó parte en la exhibición de deporte rural vasco que se celebró en Garbera y presentó Julian Iantzi. y además hizo el spot publicitario de los euskaltegis IKA de Vitoria.
Participó en el Euskal Pentatloia 2023 por parejas junto a  Lur Errekondo, competición en la que consiguieron los mejores resultados en levantamiento de piedra y quedaron subcampeonas. Fue tercera en el campeonato de Herri Kirolak de Euskadi 2023,y segunda en el Campeonato femenino de Gipuzkoa.

### Trayectoria televisiva
En 2022 participó en la 18ª edición de "El Conquistador del Caribe, programa de la televisión vasca EITB.